# Nobuo Matsunaga
Nobuo Matsunaga (松永 信夫, Matsunaga Nobuo, 6 de dezembro de 1921 – 25 de setembro de 2007) foi um futebolista japonês e treinador de futebol. Ele jogou na Selecção Nacional Japonesa. Os seus irmãos Akira Matsunaga e Seki Matsunaga também jogaram pela selecção.

## Carreira da selecção nacional
Em março de 1954, Matsunaga foi seleccionado para a selecção do Japão para a qualificação para o Mundial de 1954. Nesta qualificação, em 14 de março, ele estreou-se contra a Coreia do Sul. Ele também jogou nos Jogos Asiáticos de 1954. Ele jogou 4 jogos pelo Japão até 1955.
Em 25 de setembro de 2007, Matsunaga morreu de linfoma em Fujieda, aos 85 anos.